# Nautičko društvo Pietas Julia
Nautičko društvo Pietas Julia (tal. Società Nautica Pietas Julia), sportska amaterska udruga osnovana 14. kolovoza 1886. u Puli. Nakon Drugog svjetskog rata napušta Pulu 21. siječnja 1947. godine i nakon kraćeg boravka u Trstu nastavlja djelovati od 13. lipnja 1948. u Novoj marini u Panzanu kraj Tržiča. Od 1961. djeluje na današnjoj lokaciji u Sesljanskoj uvali gdje su im matične vode. Član je Talijanske veslačke federacije (FIC).

## Više informacija
- Veslački klub Istra

## Vanjske poveznice
- Službene stranice Nautičkog društva Pietas Julije